# K731 Baek Sang Eo
K745 Chung Sang Eo (kor. 백상어 어뢰; hrv. Bijela morska psina) je južnokorejski laki protupodmornički torpedo kojeg je razvila Agencija za razvoj obrambenih tehnologija za potrebe domaće ratne mornarice. Trebao se početi proizvoditi 2003. ali je njegova proizvodnja odgođena na godinu dana zbog problema sa sustavom navođenja koji su doveli do dva neuspješna testiranja.
Torpedo je teži te ima veći operativni domet od modela K745 Chung Sang Eo.

## Korisnici
- Južna Koreja: južnokorejska ratna mornarica.

## Vidjeti također
- K745 Chung Sang Eo

## Vanjske poveznice
- 국내 최초 잠수함 공격가능 어뢰 개발